# Handelingen van Andreas en Mattias in de stad van de antropofagen
Met Handelingen van Andreas en Mattias in de stad van de antropofagen wordt tegenwoordig een serie verhalen aangeduid over de apostelen Andreas en Mattias. De verhalen zijn in verschillende talen en versies bewaard gebleven. Er is dus geen sprake van een vastgestelde "tekst", maar van een dynamisch verhaal, dat in verschillende versies steeds opnieuw verteld werd en uiteindelijk in verschillende versies op schrift werd gesteld.
Tot diep in de twintigste eeuw was er op het vakgebied een verschil van opvatting of deze tekst wel of niet deel uitmaakte van de oorspronkelijke tekst van de Handelingen van Andreas. Dat was onder meer gebaseerd op een samenvatting van het verhaal van Gregorius van Tours  (538-594) waarin beide teksten als onderdeel van een geheel werden beschouwd. Op het vakgebied van de eenentwintigste eeuw worden beide handelingen nu als afzonderlijk tot stand gekomen teksten beschouwd. 
De rode draad in de verschillende versies is dat, nadat Mattias door het lot was aangewezen als apostel, hij de opdracht kreeg tot een stad met antropofagen (kannibalen) te prediken. Hier werd hij gevangen genomen door de inwoners, die hem wilden opeten. Nadat Mattias tot Jezus bad, stuurde deze Andreas om hem te redden.
Andreas en zijn discipelen voeren per boot naar de stad, waarbij Jezus stuurman was, zonder dat men hem herkende. Jezus stelde Andreas allerlei vragen over Jezus zelf. In vele versies komt een passage voor waarin Andreas vertelde dat Jezus een speciaal teken had getoond aan zijn apostelen en de hogepriesters. Hierbij zou Jezus in een heidense tempel een sfinx hebben laten halen om de priesters zijn goddelijkheid te bewijzen. De sfinx begon te praten en vertelde dat Jezus God was en de mensen had geschapen, de God die de patriarchen Abraham, Isaak en Jakob hadden gekend. Jezus had de sfinx opdracht gegeven de patriarchen op te roepen om hen te laten verklaren dat hij God was. Ondanks dat wilden de priesters niet geloven dat Jezus God was.
Hierna werd Andreas door een engel naar de stad gebracht en bevrijdde Mattias en de andere gevangenen. Andreas werd echter gevangen genomen toen hij verhinderde dat de inwoners van de stad lijken zouden verorberen. Hij werd gemarteld, maar Jezus verscheen en genas zijn wonden.
Hierna beval Andreas een standbeeld om het water te laten stijgen. Vele inwoners van de stad en ook dieren verdronken. Toen de overlevenden berouw toonden, liet Andreas de doden opstaan. Hierna werd een kerk gebouwd en velen gedoopt. Hoewel de nieuwbekeerden Andreas smeekten langer te blijven, eindigt het verhaal ermee dat Jezus Andreas terugstuurde.

## Versies
- F. Blatt (1930): Die lateinischen Bearbeitungen der Acta Andreae et Matthiae apud anthropophagos, Giessen. (Latijnse tekst)
- M. Bonnet (1959, 1898): Acta Apostolorum Apocrypha, deel 2,1, Darmstadt, xix-xxiv.65-116. (Griekse tekst)
- M. Bonnet (1885): Liber de miraculis beati Andreae apostoli, in: Monumenta Germaniae historica. Scriptores rerum Merovingicarum, deel 1,2, Hannover, 821-46 (Latijnse tekst)
- D.R. MacDonald (1990) The Acts of Andrew and the Acts of Andrew and Matthias in the City of the Cannibals (tekst en vertaling)
- D.R. MacDonald (2005): The Acts of Andrew (Early Christian Apocrypha 1) Salem. (Engelse vertaling)
- J.-M. Prieur (2005): Actes d’André et Matthias, in: P. Geoltrain / J.-D. Kaestli (Uitg.): Écrits apocryphes chrétiens, deel 2, Parijs, pag. 485-519. (Franse vertaling)